# ميتوان
ميتوان او meituan ، والتي تعني حرفيًا "مجموعة جميلة"؛ كانت تُعرف سابقًا باسم ميتوان-ديانبينج ، والتي تعني حرفيًا "مراجعات-مجموعة جميلة") هي منصة تسوق صينية للمنتجات الاستهلاكية وخدمات البيع بالتجزئة التي يتم العثور عليها محليًا بما في ذلك الترفيه وتناول الطعام والتوصيل والسفر والخدمات الأخرى. يقع المقر الرئيسي للشركة في بكين وتم تأسيسها في عام 2010 على يد وانغ شينغ .
تدير الشركة تطبيقات ومواقع ويب مختلفة لخدمات مختلفة. يقدم موقع ميتوان عروض اليوم من خلال بيع قسائم على الخدمات المحلية والترفيه. بحلول مايو 2014، بلغ عدد موظفي الشركة 5000 موظف. في عام 2015، اندمجت شركة ميتوان مع شركة داتشونغ ديانبينغ  وغيرت اسمها إلى "ميتوان-ديانبينج". يستضيف موقع dianping.com (大众点评网Dàzhòng diǎnpíng wǎng) ، والذي يترجم حرفيًا إلى "شبكة المراجعات العامة") مراجعات المستهلكين للمطاعم، على غرار يلب وتريب أدفيسور ،  كما يقدم أيضًا شراءً جماعيًا مشابهًا لـ جروبون . ميتوان-ديانبينج هي واحدة من أكبر منصات التوصيل عبر الإنترنت وعند الطلب في العالم. يبلغ عدد مستخدميه النشطين شهريًا أكثر من 290 مليون مستخدم و600 مليون مستخدم مسجل اعتبارًا من أبريل 2018. في الربع الثاني من عام 2021، ارتفعت قيمة إجمالي القيمة لشركة توصيل الطعام ميتوان بنسبة 59.5% على أساس سنوي. ارتفع متوسط عدد معاملات توصيل الطعام اليومية بنسبة 58.9% على أساس سنوي إلى 38.9 مليون.

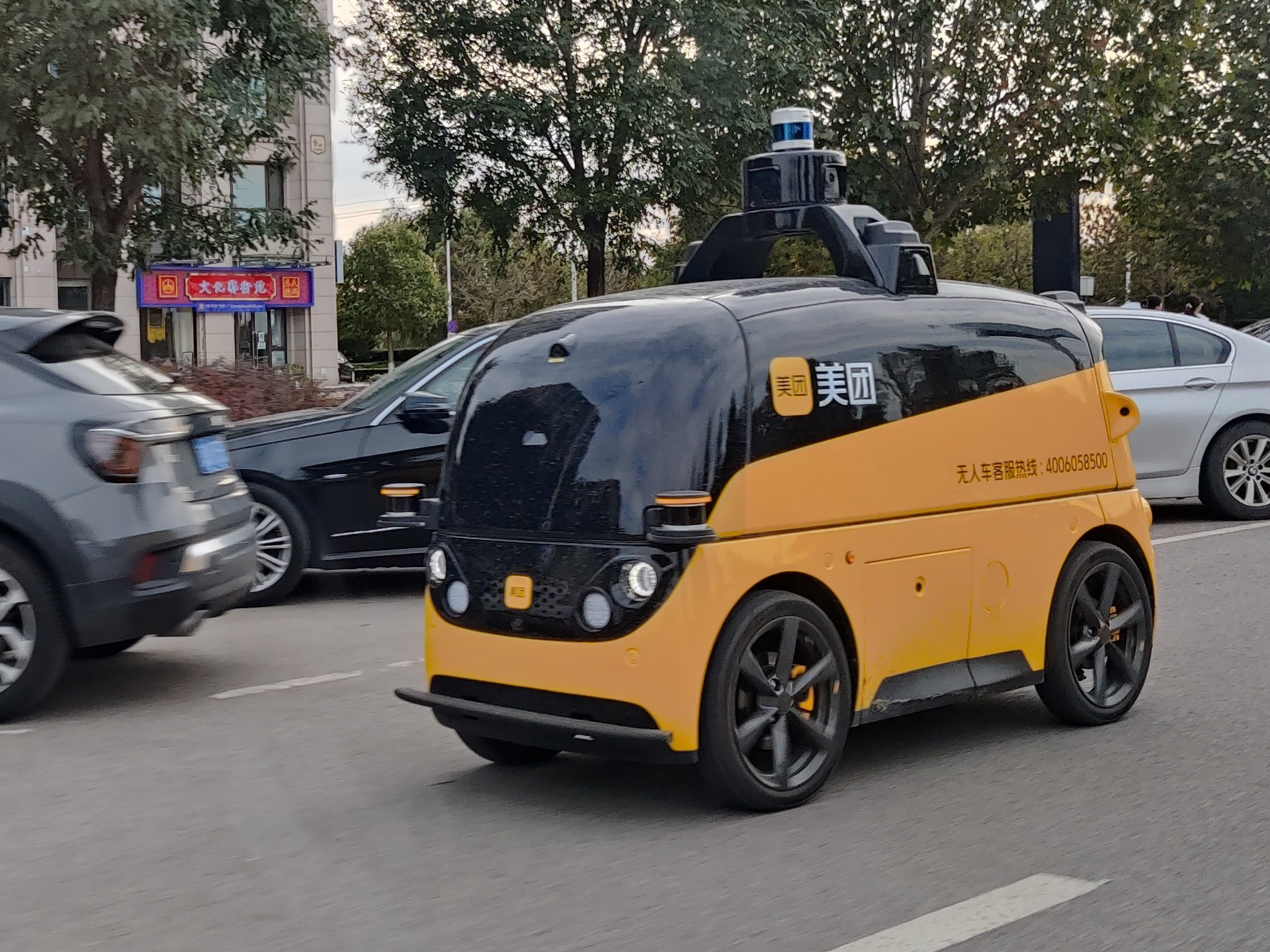
مركبة التوصيل ذاتية القيادة "ميتوان"

## الإدارة والتنظيم
يقع المقر الرئيسي للشركة في بكين وتم تأسيسها في عام 2010 على يد وانغ شينغ. قبل تأسيس شركة ميتوان، أسس وانج شركتي شياوني و فانفو ، اللتين كانتا تعتمدان على فيسبوك و تويتر على التوالي.

## قراءة إضافية
- لي، يا وين. "تحقيق التضامن: بنية المنصة والصراع الجماعي في اقتصاد المنصة في الصين". "المجلة الأمريكية لعلم الاجتماع، (فبراير 2021)." https://doi.org/10.1177/0003122420979980 .